# Wilf Grant
Wilfred Grant, più conosciuto con il diminutivo Wilf Grant (Bedlington, 3 agosto 1920 – Worcester, 17 luglio 1990) è stato un allenatore di calcio e calciatore inglese, di ruolo attaccante.

## Caratteristiche tecniche
Ad inizio carriera giocava prevalentemente come ala (sia destra che sinistra), ma con gli anni iniziò a giocare anche come centravanti.

## Carriera

### Giocatore
Inizia a giocare nelle giovanili dei semiprofessionisti del Morphet Town, per poi dal 1937 al 1939 giocare in quelle del Newcastle Utd; durante la Seconda guerra mondiale presta servizio nella RAF (l'aviazione britannica), motivo per cui non prende nemmeno parte alla maggior parte dei tornei bellici che avevano sostituito i regolari campionati nazionali inglesi, salvo alcune apparizioni nella seconda parte del conflitto con il Manchester City, club di cui è tesserato dal 1943 al 1946 pur continuando a prestare servizio militare fino al termine della guerra. Nell'estate del 1946, alla regolare ripresa dei campionati, viene tesserato dal Southampton, club della seconda divisione inglese: rimane in squadra fino al marzo del 1950, giocando inizialmente come titolare ma perdendo progressivamente spazio con il corso degli anni. In poco meno di 4 stagioni di permanenza totalizza complessivamente 11 reti in 61 presenze in campionato con i Saints.
Nel marzo del 1950 passa al Cardiff City, sempre in seconda divisione, in uno scambio con Ernie Stevenson: qui, spostato dall'allenatore Cyril Spiers nel ruolo di centravanti per far giocare come ala l'altro neoacquisto Mike Tiddy, segna 14 reti nella stagione 1950-1951, in cui il club arriva terzo in classifica sfiorando la promozione in prima divisione. Il salto di categoria arriva comunque al termine del campionato 1951-1952, concluso con un secondo posto in classifica grazie anche alle 26 reti realizzate da Grant. Nella sua prima stagione in prima divisione, all'età di 31 anni, realizza 11 reti in 31 presenze, mentre l'anno seguente è il capocannoniere stagionale del club con 12 reti in 32 presenze. Nella stagione 1954-1955 perde il posto da titolare e, dopo una rete in 5 presenze, nel novembre del 1954 viene ceduto all'Ipswich Town, club di seconda divisione, che però al termine della stagione retrocede in terza divisione. Grant nella stagione 1955-1956 realizza 16 reti in questa categoria, ed il club arriva in terza posizione mancando per un solo punto la promozione in seconda divisione, che arriva comunque al termine della stagione 1956-1957, nella quale Grant, anche a causa di alcuni problemi fisici, gioca solamente 12 partite: a fine anno lascia il club e va a giocare con i semiprofessionisti gallesi del Llanelli Town, nelle serie minori inglesi, con anche il ruolo di allenatore del club. Al termine della stagione 1957-1958, all'età di 38 anni, si ritira definitivamente.
In carriera ha totalizzato complessivamente 291 presenze e 98 reti nei campionati della Football League (tra cui anche 68 presenze e 24 reti in prima divisione).

### Allenatore
Dopo l'esperienza al Llanelli, dal 1958 al 1962 ha lavorato come vice allenatore al Cardiff City, tra la prima e la seconda divisione inglese. Dopo aver lavorato per alcuni anni come osservatore per i Bristol Rovers, dal dicembre del 1971 al termine della stagione 1971-1972 (quando viene sostituito in panchina da Graham Newton) allena i semiprofessionisti del Worcester City; in seguito allena anche i Bromsgrove Rovers nella stagione 1974-1975.

## Palmarès

### Giocatore

#### Competizioni nazionali
- Third Division South: 1

Ipswich Town: 1956-1957